# Anders Lund
Anders Lund (Copenhague, 14 de febrero de 1985) es un ciclista danés ya retirado. Firmó su primer contrato como profesional en 2004 con el equipo Team PH y en 2007 fichó por el equipo ProTour del Team Saxo Bank. Luego de una temporada en el Leopard-Trek, retornó al Saxo Bank en 2012 donde estuvo dos temporadas retirándose al fin de 2013.

## Biografía
Anders Lund se proclamó subcampeón júnior de Dinamarca en el año 2002 antes de ganar el título al año siguiente. Este título le permitió participar en el Campeonato Mundial Júnior, donde ganó la medalla de plata, superado por el neerlandés Kai Reus.
A partir de 2004 corrió para el equipo PH, que se convirtió al año siguiente en el equipo GLS, y donde se relacionó con corredores como Matti Breschel o Chris Anker Sørensen. En su primera temporada como profesional, terminó segundo en el Circuito de las Ardenas por detrás de Florian Morizot, ganando la segunda etapa, y luego quedó otra vez segundo en la Lieja-Bastogne-Lieja para amateurs una semana más tarde, detrás de su compañero Martin Pedersen. En julio, consigue otro segundo puesto de nuevo, el Campeonato de Europa, donde fue superado al esprint por František Raboň.
En 2007, Lund se unió al equipo UCI ProTour danés CSC. Su gerente, Bjarne Riis, predijo que sería un deportista con una gran carrera. En su primera temporada, terminó 6.º del G. P. Herning y se metió en la escapada de la 6.ª etapa del Eneco Tour, pero terminó tercero. En su segunda temporada, participó por primera vez en el Giro de Italia. A pesar de resultados irregulares, la gran confianza que tiene Bjarne Riis en el talento y en la experiencia de Lund, hizo que se le renovase su contrato al final de la temporada 2008. Todavía no ha ganado ninguna victoria a lo largo de sus tres temporadas en el Team CSC y posteriormente Team Saxo Bank.
Para la temporada 2011, el alejamiento del equipo de los hermanos Fränk y Andy Schleck hacia el nuevo equipo Leopard Trek, llevó a que Lund siguiera el mismo camino y fichara por el nuevo equipo luxemburgués. Pero un año después y tras la fusión de éste con el RadioShack, Lund regresó al equipo de Bjarne Riis. 
El 25 de septiembre de 2013 anunció su retirada del ciclismo tras siete temporadas como profesional y con 28 años de edad con el fin de continuar sus estudios universitarios.

## Palmarés
2004
- 2 etapas del Circuito de las Ardenas

2005
- 1 etapa del Circuito de las Ardenas

2010
- 3.º en el Campeonato de Dinamarca en Ruta

## Resultados en Grandes Vueltas y Campeonatos del Mundo
| Carrera         | Carrera         | 2004 | 2005 | 2006 | 2007 | 2008  | 2009  | 2010 | 2011 | 2012  | 2013 |
| --------------- | --------------- | ---- | ---- | ---- | ---- | ----- | ----- | ---- | ---- | ----- | ---- |
|                 | Giro de Italia  | ―    | ―    | ―    | ―    | 102.º | 155.º | 64.º | ―    | 112.º | ―    |
|                 | Tour de Francia | ―    | ―    | ―    | ―    | ―     | ―     | ―    | ―    | 127.º | ―    |
|                 | Vuelta a España | ―    | ―    | ―    | ―    | ―     | ―     | 48.º | ―    | ―     | ―    |
| Mundial en Ruta | Mundial en Ruta | ―    | ―    | ―    | ―    | Ab.   | Ab.   | 24.º | 57.º | ―     | ―    |

―: no participa

Ab.: abandono